# Dzielnice Toronto

Flaga Toronto

Dzielnice Toronto (ang. neighbourhoods „sąsiedztwa”) – określenie miejsc, które tworzą kanadyjskie miasto Toronto. Nie są jednoznaczne z dzielnicami w sensie podziału administracyjnego. Wiele nazw funkcjonuje tylko zwyczajowo, w odbiorze społecznym. Obszary miasta w potocznej mowie określa się najczęściej od najbardziej znaczącej ulicy lub skrzyżowania, lub w przypadku dzielnic imigrantów – od ich narodowości.
Ameryka Północna posiada tradycję kontynentu imigrantów, Kanada także powstała dzięki polityce imigracji. Jest to jeden z niewielu krajów, który posiada przejrzysty system (punktowy) przyjmowania chętnych do osiedlenia się na jego terenach. Znaczny przyrost ludności jest właśnie tym podyktowany, przez co w Toronto istnieje wiele dzielnic będących skupiskami mniejszości narodowych. Przejawia się to zarówno w tradycyjnych restauracjach i sklepach, jak i lokalnych imprezach i festiwalach.
Ponad połowa mieszkańców Toronto to imigranci, przez co Organizacja Narodów Zjednoczonych przyznała miastu tytuł najbardziej międzynarodowej metropolii świata. O Toronto mówi się, że jest całym światem spotykającym się w jednym miejscu (A World Within A City).

## Old Toronto

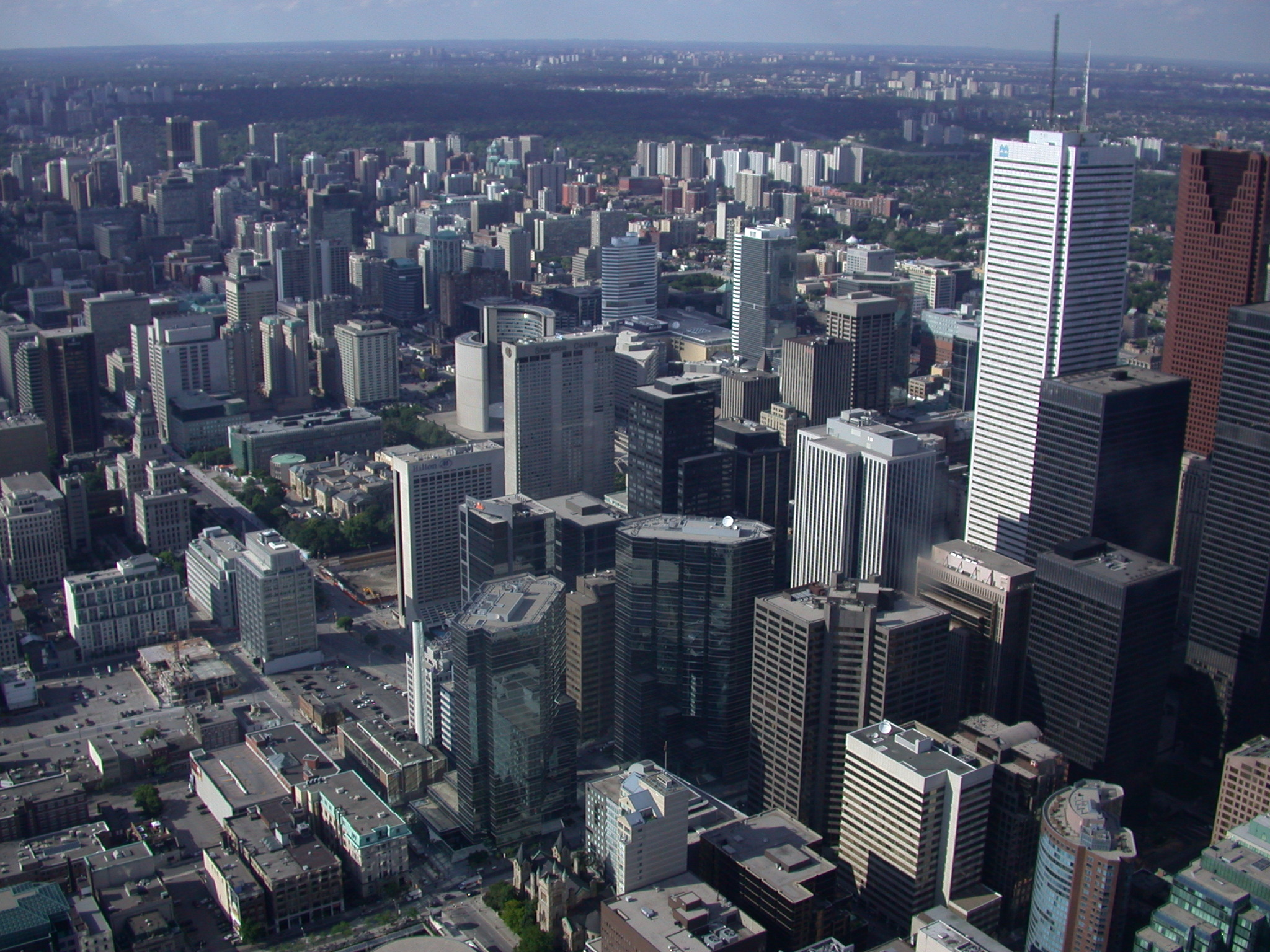
Panorama miasta

Określenie Stare Toronto (Old Toronto) odnosi się do obszaru miasta z okresu 1967–1997, czyli przed rozszerzeniem granic administracyjnych w 1998 roku. Czasami mówi się o tej okolicy jako South lub Central District.
- The Annex
- Bay Street / The Financial District

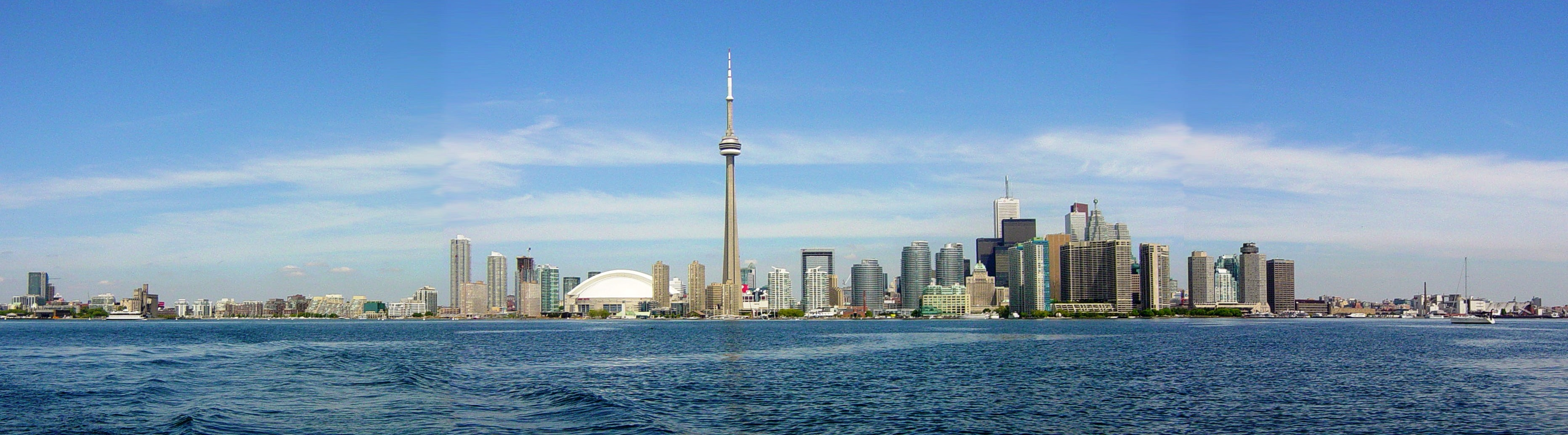
Panorama miasta

- The Beaches
- Bloor West Village
- Cabbagetown
- Chinatown
- Church and Wellesley
- Corktown
- The Danforth
- Deer Park
- The Distillery District
- Forest Hill Village
- Harbourfront
- High Park
- The Junction
- Kensington Market
- Korea Town
- Lawrence Park
- Leslieville
- Liberty Village
- Little India
- Little Italy
- North Toronto
- Parkdale
- Portugal Village
- The Railway Lands
- Regent Park
- Riverdale
- Roncesvalles Village
- Rosedale
- Queen Street West
- St. Lawrence Market
- Swansea
- The Theatre District
- Toronto Islands
- Yonge and College
- Yorkville

## East York
- Leaside
- Thorncliffe Park

## Etobicoke
- Toronto
- The Kingsway
- Long Branch
- Mimico
- New Toronto
- Rexdale

## Scarborough
- Agincourt
- Bendale
- Cliffcrest
- Guildwood
- Scarborough Village

## North York
- The Bridle Path
- Downsview
- Don Mills
- Jane and Finch
- North York Centre
- The Peanut
- Willowdale
- York Mills

## York
- Baby Point
- Weston